# Jörgen Windahl
Jörgen Windahl, född 12 mars 1963 i Danderyd, är en svensk tidigare tennisspelare. Han är högerhänt.
Windahl var den första svenska tennisspelare att vinna Australiska Mästerskapet för juniorer, året var 1981. Under sina aktiva år som tennisspelare vann Windahl en dubbeltitel (Geneva) år 1986, då tillsammans med tysken Andreas Maurer. Han rankades som bäst 108 i världen i singel (26 juni 1987) och som bäst i dubbel 69 (10 augusti 1989).
Windahl spelade sammanlagt 167 tennismatcher varav 80 vinster.
Windahl har efter sin aktiva karriär arbetat som tennistränare i både Tyskland och Sverige, bland annat vid riksidrottsgymnasiet Båstad Tennis Academy.